# Cupeño jezik
Cupeño jezik (ISO 639-3: cup), šošonski (sjeverni jutoastečki) jezik kojim su nekada govorili Cupeño Indijanci blizu današnjeg rezervata Pala u Kaliforniji. Posljednja tečna Cupeño-govornica bila je Roscinda Nolasquez (1892–1987) koja je umrla 1987. u 97. godini života. Ostali su tek upamtili poneke riječi ili fraze.
Klasificira se užoj takijskoj skupini cupan, podskupini cahuilla-cupeno. Pripadnici etničke grupe njih oko 700 (2000 A. Yamamoto) danas se služe engleskim [eng].

## Vanjske poveznice
- Ethnologue (14th)
- Ethnologue (15th)
- The Cupeño Language